# Gran Premio de Austria de Motociclismo de 1981
El Gran Premio de Austria de Motociclismo de 1981 fue la segunda prueba de la temporada 1981 del Campeonato Mundial de Motociclismo. El Gran Premio se disputó el 26 de abril de 1981 en el circuito de Salzburgring.

## Resultados 500cc
En la categoría reina, fue la primera carrera de la temporada y en ella se impuso el estadounidense Randy Mamola, subcampeón del mundo el año anterior. El neozelandés Graeme Crosby y el japonés Hiroyuki Kawasaki, todos con Suzuki, ocuparon los cajones del podio. Se retiraron los grandes candidatos al título: Kenny Roberts y Marco Lucchinelli.
| Pos.     | Piloto              | Equipo        | Tiempo     | Pts. |
| -------- | ------------------- | ------------- | ---------- | ---- |
| 1        | Randy Mamola        | Suzuki        | 48'06"6    | 15   |
| 2        | Graeme Crosby       | Suzuki        | 48'16"5    | 12   |
| 3        | Hiroyuki Kawasaki   | Suzuki        | 48'25"1    | 10   |
| 4        | Barry Sheene        | Yamaha        | 48'27"5    | 8    |
| 5        | Boet van Dulmen     | Yamaha        | 48'28"4    | 6    |
| 6        | Kork Ballington     | Kawasaki      | 48'44"7    | 5    |
| 7        | Franco Uncini       | Suzuki        | 48'55"2    | 4    |
| 8        | Jack Middelburg     | Suzuki        | 48'57"0    | 3    |
| 9        | Wil Hartog          | Suzuki        | 49'23"9    | 2    |
| 10       | Giovanni Pelletier  | Suzuki        | +1 Vuelta  | 1    |
| 11       | Philippe Coulon     | Suzuki        | +1 Vuelta  |      |
| 12       | Marc Fontan         | Yamaha        | +1 Vuelta  |      |
| 13       | Takazumi Katayama   | Honda         | +1 Vuelta  |      |
| 14       | Walter Migliorati   | Suzuki        | +1 Vuelta  |      |
| 15       | Seppo Rossi         | Suzuki        | +1 Vuelta  |      |
| 16       | Christian Estrosi   | Suzuki        | +1 Vuelta  |      |
| 17       | Sergio Pellandini   | Suzuki        | +1 Vuelta  |      |
| 18       | Henk de Vries       | Suzuki        | +1 Vuelta  |      |
| 19       | Josef Hage          | Yamaha        | +1 Vuelta  |      |
| 20       | Michael Schmid      | Suzuki        | +1 Vuelta  |      |
| 21       | Alain Röthlisberger | Suzuki        | +2 Vueltas |      |
| 22       | Lennart Bäckström   | Suzuki        | +2 Vueltas |      |
| Ret      | Kenny Roberts       | Yamaha        | Ret        |      |
| Ret      | Christian Sarron    | Yamaha        | Ret        |      |
| Ret      | Michel Frutschi     | Yamaha        | Ret        |      |
| Ret      | Marco Lucchinelli   | Suzuki        | Ret        |      |
| Ret      | Graziano Rossi      | Morbidelli    | Ret        |      |
| Ret      | Sadao Asami         | Yamaha        | Ret        |      |
| Ret      | Stu Avant           | Suzuki        | Ret        |      |
| Ret      | Gustav Reiner       | Solo          | Ret        |      |
| Ret      | Raffaele Pasqual    | Yamaha        | Ret        |      |
| Ret      | Michel Frutschi     | Yamaha        | Ret        |      |
| Ret      | Graeme Geddes       | Yamaha        | Ret        |      |
| Ret      | Bernard Fau         | Yamaha        | Ret        |      |
| Ret      | Patrick Fernandez   | Bimota-Yamaha | Ret        |      |
| Ret      | Jon Ekerold         | Bimota-Yamaha | Ret        |      |
| DNQ      | Carlo Perugini      | Sanvenero     | DNQ        |      |
| DNQ      | Hans Steinholg      | Suzuki        | DNQ        |      |
| DNQ      | Antonio Grecco      | Suzuki        | DNQ        |      |
| Sources: |                     |               |            |      |

## Resultados 350cc
Llegada muy ajustada de tres pilotos que acaba con la victoria del francés Patrick Fernandez por delante del alemán Anton Mang y el sudafricano Jon Ekerold. Este último, vencedor de la carrera anterior en Argentina, sigue siendo líder de la clasificación general. El italiano Walter Villa cayó y se fracturó de varias costillas y del francés Michel Rougerie cuya moto se incendió.
| Pos. | Piloto              | Moto          | Tiempo    | Pts. |
| ---- | ------------------- | ------------- | --------- | ---- |
| 1    | Patrick Fernandez   | Bimota-Yamaha | 50'08"9   | 15   |
| 2    | Anton Mang          | Kawasaki      | 50'09"2   | 12   |
| 3    | Jon Ekerold         | Solo          | 50'09"5   | 10   |
| 4    | Graeme Geddes       | Bimota-Yamaha | 50'37"8   | 8    |
| 5    | Carlos Lavado       | Yamaha        | 50'08"9   | 6    |
| 6    | Keith Huewen        | Yamaha        | 51'12"7   | 5    |
| 7    | Jacques Cornu       | Yamaha        | 51'14"3   | 4    |
| 8    | Thierry Espié       | Bimota-Yamaha | 51'28"8   | 3    |
| 9    | Tony Head           | Yamaha        | 51'29"2   | 2    |
| 10   | Edi Stöllinger      | Kawasaki      | 51'29"9   | 1    |
| 11   | Bruno Kneubühler    | Yamaha        | 51'38"9   |      |
| 12   | Paolo Ferretti      | Yamaha        | +1 Vuelta |      |
| 13   | Martin Wimmer       | Yamaha        | +1 Vuelta |      |
| 14   | Eero Hyvärinen      | Yamaha        | +1 Vuelta |      |
| 15   | Walter Hoffmann     | Yamaha        | +1 Vuelta |      |
| 16   | Massimo Matteoni    | Yamaha        |           |      |
| 17   | Klaas Hernamdt      | Yamaha        |           |      |
| 18   | Tony Rogers         | Yamaha        |           |      |
| 19   | Bengt Elgh          | Yamaha        |           |      |
| 20   | Yo-Chan Matsumoto   | Yamaha        |           |      |
| 21   | Svend Andersson     | Yamaha        |           |      |
| 22   | Mladen Tomic        | Yamaha        |           |      |
| 23   | Jose De Faveri      | Yamaha        |           |      |
| Ret  | Alan North          | Yamaha        | Ret       |      |
| Ret  | Éric Saul           | Yamaha        | Ret       |      |
| Ret  | Roger Sibille       | Yamaha        | Ret       |      |
| Ret  | Siegfried Minich    | Yamaha        | Ret       |      |
| Ret  | Walter Villa        | Yamaha        | Ret       |      |
| Ret  | Michel Rougerie     | Yamaha        | Ret       |      |
| Ret  | Peter Looijesteijn  | Yamaha        | Ret       |      |
| Ret  | Gustav Reiner       | Yamaha        | Ret       |      |
| Ret  | Herbert Hauf        | FKN           | Ret       |      |
| Ret  | Jean-François Baldé | Kawasaki      | Ret       |      |
| Ret  | René Delaby         | Yamaha        | Ret       |      |
| Ret  | Bodo Schmidt        | Yamaha        | Ret       |      |
| Ret  | Jeffrey Sayle       | Yamaha        | Ret       |      |
| Ret  | Peter Baláž         | Yamaha        | Ret       |      |
| DNQ  | Hans Hansebraten    | Yamaha        | DNQ       |      |

## Resultados 125cc
Segunda victoria consecutiva de las Minarelli oficiales, con el español Ángel Nieto por delante del italiano Loris Reggiani. El tercer puesto fue para el también transalpino Pier Paolo Bianchi.
| Pos. | Piloto              | Moto       | Tiempo     | Pts. |
| ---- | ------------------- | ---------- | ---------- | ---- |
| 1    | Ángel Nieto         | Minarelli  | 47'12"9    | 15   |
| 2    | Loris Reggiani      | Minarelli  | 47'18"3    | 12   |
| 3    | Pier Paolo Bianchi  | MBA        | 47'18"9    | 10   |
| 4    | Eugenio Lazzarini   | Iprem      | 48'21"6    | 8    |
| 5    | Gerhard Waibel      | MBA        | 48'33"8    | 6    |
| 6    | Hans Müller         | MBA        | 48'34"2    | 5    |
| 7    | Per-Edvard Carlsson | MBA        | + 1 Vuelta | 4    |
| 8    | Maurizio Vitali     | MBA        | + 1 Vuelta | 3    |
| 9    | Hans-Jürgen Hummel  | MBA        | + 1 Vuelta | 2    |
| 10   | Henk van Kessel     | EGA        | + 1 Vuelta | 1    |
| 11   | Willy Pérez         | MBA        | + 1 Vuelta |      |
| 12   | Yves Dupont         | MBA        | + 1 Vuelta |      |
| 13   | Anton Straver       | Morbidelli | + 1 Vuelta |      |
| 14   | Thierry Noblesse    | MBA        | + 1 Vuelta |      |
| 15   | Johnny Wickström    | Morbidelli | + 1 Vuelta |      |
| 16   | Theo Timmer         | MBA        | + 1 Vuelta |      |
| 17   | Ton Spek            | MBA        | + 1 Vuelta |      |
| 18   | Lucio Pietroniro    | MBA        | + 1 Vuelta |      |
| 19   | Joe Genoud          | MBA        | + 1 Vuelta |      |
| 20   | Zbyněk Havrda       | MBA        | + 1 Vuelta |      |
| Ret  | Jacky Hutteau       | Afam       | Ret        |      |
| Ret  | Guy Bertin          | Sanvenero  | Ret        |      |
| Ret  | Jacques Bolle       | Motobécane | Ret        |      |
| Ret  | Erich Klein         | MBA        | Ret        |      |
| Ret  | Hugo Vignetti       | MBA        | Ret        |      |
| Ret  | August Auinger      | MBA        | Ret        |      |
| Ret  | Werner Schmied      |            | Ret        |      |
| Ret  | Harald Wiedemann    |            | Ret        |      |
| Ret  | Frédéric Michel     |            | Ret        |      |
| Ret  | Peter Baláž         | MBA        | Ret        |      |
| Ret  | János Drapál        | MBA        | Ret        |      |